# Sü-čchang
Sü-čchang (čínsky pchin-jinem Xǔchāng, znaky 许昌) je městská prefektura v Čínské lidové republice. Patří k provincii Che-nan.
Na rozloze 4 977 čtverečních kilometrů zde v roce 2020 žilo téměř 4,4 milionů obyvatel, zejména Chanů.

## Poloha
Sü-čchang leží zhruba ve středu provincie Che-nan. Hraničí na severozápadě s Čeng-čou, hlavním městem provincie, na severovýchodě s Kchaj-fengem, na východě s Čou-kchou, na jihu s Luo-che a na jihozápadě s Pching-ting-šanem.

## Správní členění
Městská prefektura Sü-čchang se člení na šest celků okresní úrovně, a sice dva městské obvody, dva městské okresy a dva okresy.
| Wej-tu Ťien-an okres · Jen-ling okres · Siang-čcheng městský okres · Jü-čou městský okres · Čchang-ke |        |                       |             |                                         |
| Název                                                                                                 | Název  | Počet obyvatel (2020) | Rozloha km² | Hustota zalidnění (obyv. na km²) (2020) |
| český přepis                                                                                          | znaky  | Počet obyvatel (2020) | Rozloha km² | Hustota zalidnění (obyv. na km²) (2020) |
| Městské obvody                                                                                        |        |                       |             |                                         |
| Wej-tu                                                                                                | 魏都区 | 554 465               | 90          | 6 188                                   |
| Ťien-an                                                                                               | 建安区 | 783 475               | 999         | 784                                     |
| Městské okresy                                                                                        |        |                       |             |                                         |
| Jü-čou                                                                                                | 禹州市 | 1 109 782             | 1 469       | 756                                     |
| Čchang-ke                                                                                             | 长葛市 | 710 033               | 637         | 1 116                                   |
| Okresy                                                                                                |        |                       |             |                                         |
| Jen-ling                                                                                              | 鄢陵县 | 547 411               | 869         | 630                                     |
| Siang-čcheng                                                                                          | 襄城县 | 674 832               | 914         | 738                                     |
| |        |                       |             |                                         |
| Celkem                                                                                                | Celkem | 4 439 998             | 4 977       | 880                                     |

## Partnerská města
- Kakegawa, Japonsko

- Kiněl, Rusko

- Pittsburgh, Pensylvánie, Spojené státy americké
- Smoljan, Bulharsko